# Sufentanilo
El sufentanilo es, junto a la morfina, uno de los principales opioides parenterales utilizados en el perioperatorio. 

## Mecanismo de acción
La actividad analgésica principal del sufentanilo se explica por su acción agonista en los receptores opioides μ (Mu). Su orden de potencia (relativo a la morfina) es de 1000x.

## Aplicaciones terapéuticas
La elección de un opioide perioperatorio se basa principalmente en la duración de acción, dado que, en dosis apropiadas, todos originan analgesia y efectos adversos similares. El sufentanilo es en especial apropiado para procedimientos que son brevemente dolorosos, pero para los cuales se requiere poca analgesia posoperatoria. Las dosis únicas del sufentanilo tienen duración de acción intermedia de 15 minutos.
Durante el preoperatorio, los opioides como el sufentanilo a menudo se suministran en la inducción, a modo de adelantar respuestas a estímulos dolorosos predecibles (intubación endotraqueal e incisión quirúrgica). 
El citrato de sufentanilo han ganado uso generalizado difundido como coadyuvantes de la anestesia). Suele utilizarse por vía intravenosa, epidural o intratecal. El uso de sufentanilo por vía epidural para analgesia posoperatoria o durante el trabajo de parto ha ganado uso generalizado cada vez mayor.
Los efectos analgésicos del sufentanilo son similares a los de la morfina y otros opioides μ. El sufentanilo suele aplicarse por vía epidural o intratecal para tratamiento del dolor posoperatorio agudo y del dolor crónico. El sufentanilo es mucho más liposoluble que la morfina.

## Metabolismo y excreción
Uso intravenoso: La farmacocinética del uso intravenoso de sufentanilo puede ser discreta como 3 modelos de comportamiento, con una distribución del tiempo de 1.4 minutos, redistribución de 17.1 minutos y eliminación del tiempo medio de vida de 164 minutos. El hígado y el intestino delgado son los sitios de mayor biotransformación. Tras el metabolismo se sigue la excreción biliar y renal de los metabolitos.